# Domnión de Salona
Domnión (en croataː Dunjam o Duje) (Antioquía, s. III - Salona, 304) fue el primer obispo de Salona (cerca de Split, en la actual Croacia), que según algunas leyendas fue enviado por Pedro a la región para ejercer su labor misionera. Sufrió el martirio bajo el mandato de Diocleciano. Es venerado como santo por la Iglesia Católica y se considera patrón de Split, en Croacia.

## Hagiografía

### Orígenes
Domnión nació en algún momento del siglo III, en Antioquía, en ese entonces ciudad de la provincia romana de Anatolia. Era miembro de una rica familia compuesta por su padre Teodonio y su madre Migdonia, prominentes ciudadanos de Antioquía. El joven Domnión ingresó a estudiar en su ciudad natal, en la famosa escuela cristiana de Antioquía.

### Carrera religiosa
Ya adulto, Domnión se fue de misión a Salona, capital de la provincia de Dalmacia, por encargo del obispo de Antioquía, pues tal vez llegó a trabajar para él.
Fue elegido obispo de Salona, siendo el primer titular del cargo, en el 284.

### Martirio
Se fecha su muerte en el 299, bajo el gobierno de Diocleciano. Según las fuentes fue decapitado en Salona. Otras fuentes son más osadas en afirmar que fue asesinado en el 304, siendo obispo en los últimos años del siglo III (200 - 300).
Las circunstancias de su muerte indican que su condena fue promulgada por el funcionario Marco Aurelio Junio, en cumplimiento al edicto de persecución imperial de Diocleciano. Fue decapitado junto a otros compañeros en el anfiteatro de la ciudad, un 10 de abril.
La tradición indica que fue asesinado con otras personas, cuyos nombres seríanː Anastasio, Mauro, Asterio, Septimio, Sulpiciano, Thelio, Antioquiano, Pauliano, Cajano, otro Domnio, que era su asistente (cubicularius), y una mujer llamada Dálmata. Se dice que esos hombres eran soldados conversos.

## Leyenda

### Pedro y los 72 discípulos
A Domnión se le asocia con los otros 72 evangelizadores que, según la tradición, eran discípulos de Jesús de Nazareth. La leyenda también afirma que Pedro, lo envió a Dalmacia para evangelizar allí. Sin embargo la fecha en que es datada su muerte deja esta leyenda sin fundamentos de ser creíble.
Según esta leyenda, fueron Tito y Pedro quienes convirtieron a Domnión al cristianismo, y luego Pedro lo consagró obispo.

## Onomástico y Culto público
Se le venera como santo desde su muerte. Sus restos reposan en San Juan de Letrán, y en Solin, ciudad de Croacia.
Es considerado el patrón de la también ciudad croata de Split. Se le representa como un obispo sosteniendo una ciudad, que no es otra que Split.

### Templos en su honor
Fue construida una Basílica en Salona, sobre la tumba de Domnión. La basílica perduró hasta el 614, cuando el Río Aar destruyó la ciudad, y los habitantes de Salona se trasladaron a Spalato (hoy Split), y con ellos también se trasladaron los restos de Domnión. Allí se construyó una catedral sobre el Mausoleo de Diocleciano.
Ésta catedral es la Catedral de San Duje o Catedral de Split. Se le considera como la catedral más antigua del mundo, y la más pequeña. El altar del templo fue construido por Bonino de Milán en 1427.

## Etimología
Domnión viene del latín Domnius, que le da origen al italiano Donmnione, y a su vez a Donnione.
De Donnione viene el croata Dunjam, del que deriva Duje, el nombre local del obispo, y que se usa como nombre masculino en Croacia, de forma muy poco usual.